# Quốc kỳ Armenia
Quốc kỳ Armenia (tiếng Armenia: Հայաստանի դրոշ) gồm có ba dải nằm ngang với chiều rộng bằng nhau, dải màu đỏ ở trên cùng, dải màu lam ở giữa, và dải màu cam (hay màu mơ) ở dưới cùng. Xô viết Tối cao Armenia thông qua quốc kỳ hiện nay vào ngày 24 tháng 8 năm 1990. Ngày 15 tháng 6 năm 2006, Luật Quốc kỳ được Quốc hội Armenia thông qua.
Trong suốt chiều dài lịch sử, quốc kỳ Armenia có nhiều biến đổi. Thời cổ đại, các Triều đại Armenia được đại diện bằng các biểu tượng thú vật khác nhau trên hiệu kỳ của họ. Trong thế kỷ 20, nhiều hiệu kỳ Xô viết khác nhau đại diện cho quốc gia Armenia.

## Thiết kế
Năm 2012, Viện quốc gia Armenia về tiêu chuẩn (SARM) ban hành các chi tiết kỹ thuật đối với việc dựng hình và màu sắc trên quốc kỳ.:
| Mô hình | Đỏ          | Lam        | Cam        |
| ------- | ----------- | ---------- | ---------- |
| Pantone | 485         | 286        | 1235       |
| CMYK    | 0-100-100-0 | 100-80-0-0 | 0-35-100-0 |
| RGB     | 217-0-18    | 0-51-160   | 242-168-0  |
| HTML    | #D90012     | #0033A0    | #F2A800    |

Ý nghĩa của các màu trên quốc kỳ Armenia được giải thích theo nhiều cách khác nhau, như màu đỏ tượng trưng cho máu của 1,5 triệu người Armenia, màu lam là bầu trời trong của Armenia, và màu cam đại diện cho dũng khí của quốc gia.
Hiến pháp nước Cộng hòa Armenia định nghĩa chính thức về các màu là:
Màu đỏ tượng trưng cho Cao địa Armenia, cuộc đấu tranh liên tục của người Armenia để sinh tồn, duy trì đức tin Cơ Đốc giáo, nền độc lập và tự do của Armenia. Màu lam tượng trưng cho nguyện vọng của nhân dân Armenia muốn sống dưới bầu trời hòa bình. Màu cam tượng trưng cho tài sáng tạo và bản tính chăm chỉ của nhân dân Armenia.

## Lịch sử
Trong thời cổ đại, các đội quân ra ngoài chiến trận sau các cột được trạm khắc. Các hình trạm khắc có thể tượng trưng cho một con rồng, một con đại bàng, một con sử tử hay "một số khách thể thần bí của các thần." Cùng với việc Cơ Đốc giáo lan đến, quốc gia Armenia chấp nhận nhiều hiệu kỳ khác nhau để đại diện cho các Triều đại khác nhau, như quốc kỳ của Triều đại Artaxias gồm có một tấm vải đỏ ở trên thể hiện hai con đại bàng nhìn vào nhau, bị một hoa tách biệt.
Sau khi Armenia bị phân ly giữa các đế quốc Ba Tư và Ottoman, ý tưởng về một quốc kỳ Armenia ngừng tồn tại trong một số thời gian. Linh mục Thiên Chúa giáo Armmenia Ghevont Alishan tạo ra một quốc kỳ mới cho người Armenia vào năm 1885, sau khi Hiệp hội Sinh viên Armenia tại Paris thỉnh cầu có một quốc kỳ để sử dụng trong tang lễ của nhà văn Pháp Victor Hugo. Thiết kế đầu tiên của Alishan rất tương đồng với quốc kỳ hiện nay của Armenia: một cờ tam tài ngang. Tuy nhiên, nó trông giống biến thể đảo nghịch của quốc kỳ Bulgaria hiện nay hơn. Dải trên cùng là màu đỏ, tiếp đến là một dải màu lục, và dưới cùng là một dải màu trắng. Trong khi ở tại Pháp, Alishan cũng thiết kế một quốc kỳ thứ nhì, và nay được gọi là "Quốc kỳ Armenia dân tộc chủ nghĩa." Quốc kỳ này cũng có ba màu, song theo chiều dọc tương tự như quốc kỳ Pháp. Ba màu trên thiết kế từ trái sang phải là đỏ, lục, và lam, tượng trưng cho cầu vồng mà Nô-ê thấy sau khi lên núi Ararat.
Năm 1828, Armenia thuộc Ba Tư bị Đế quốc Nga sáp nhập sau Chiến tranh Nga-Ba Tư lần cuối cùng, trở thành Armenia thuộc Nga. Khi Đế quốc Nga sụp đổ, Armenia thuộc Nga tuyên bố độc lập và gia nhập Cộng hòa Dân chủ Liên bang Zakavkaz đoản mệnh. Một số sử gia cho rằng quốc kỳ Liên bang là cờ tam tài vàng, đen, và đỏ nằm ngang, tương tự như quốc kỳ Đức.
Sau khi tuyên bố độc lập, Đệ nhất Cộng hòa Armenia thông qua quốc kỳ tam tài Armenia. Khi Stepan Malkhasyants xuất hiện trong Quốc hội Armenia, chính phủ Armenia độc lập lựa chọn các màu được sử dụng trong hậu kỳ của Triều đại Rubenid là đỏ, lam, và vàng. Một nguyên mẫu ban đầu là một cờ cầu vồng, song cuối cùng bị bác bỏ. Họ chọn cách thay thế màu vàng bằng màu cam do kết hợp tốt hơn với hai màu kia. Quốc kỳ Armenia độc lập khi đó có tỷ lệ 2:3, song vào ngày 24 tháng 8 năm 1990, khi Xô viết Tối cao Armenia chấp nhận nó làm quốc kỳ của Cộng hòa Armenia, tỷ lệ được đổi thành 1:2.
Ngày 29 tháng 11 năm 1920, những người Bolshevik thành lập CHXHCNXV Armenia, Đại hội Xô viết Armenia lần đầu tiên thông qua một quốc kỳ mới vào ngày 2 tháng 2 năm 1922. Đến ngày 12 tháng 3 thì CHXHCNXV Armenia, CHXHCNXV Gruzia và CHXHCNXV Azerbaijan hợp nhất thành CHXHCNXVLB Ngoại Kavkaz. Đến 30 tháng 12 năm 1922, CHXHCNXVLB Ngoại Kavkaz trở thành một trong bốn nước cộng hòa hợp nhất thành Liên Xô. Quốc kỳ CHXHCNXVLB Ngoại Kavkaz có biểu tượng búa liềm trong một sao cùng cụm từ viết tắt tên Liên bang là "ЗСФСР" bằng chữ cái Nga. Đến năm 1936, CHXHCNXVLB Ngoại Kavkaz giải thể.

Quốc kỳ Armenia 1952–1990

Với vị thế một nước cộng hòa thuộc Liên Xô, CHXHCNXV Armenia có quốc kỳ đầu tiên vào năm 1936. Quốc kỳ này rất tương đồng với quốc kỳ Liên Xô, có nền đỏ và có một biểu tượng búa liềm vàng tại góc. Bên dưới là dòng chữ viết tắt "ՀԽՍՀ" trong tiếng Tây Armenia. Đến thập niên 1940, quốc kỳ chuyển sang sử dụng tiếng Đông Armenia, cụm từ viết tắt được đổi thành "ՀՍՍՌ". Năm 1952, quốc kỳ mới được thông qua, những chứ viết tắt được loại bỏ hoàn toàn, trong khi một dải màu lam được thêm vào.
Cuối tháng 5 năm 1988, trong bối cảnh căng thẳng sắc tộc gia tăng, lãnh đạo Cộng sản mới của Armenia chấp thuận cho cờ tam tài Armenia vốn không được tung bay tại Yerevan, lần đầu tiên trong 68 năm. Một năm sau đó, sau khi trong một cuộc tuần hành đại chúng về vấn đề Nagorno-Karabakh xuất hiện các cờ tam tài, nhà lãnh đạo thúc giục chính thức công nhận nó. Quốc kỳ tam tài được công nhận vào ngày 24 tháng 8 năm 1990, một ngày sau khi Xô viết Tối cao Armenia tuyên bố chủ quyền của nước cộng hòa đổi quốc hiệu thành nước Cộng hòa Armenia.

## Sử dụng
Luật Quốc kỳ năm 2006 của Armenia ghi rằng quốc kỳ được treo trên các tòa nhà sau đây:
- Dinh Tổng thống
- Nghị viện
- Chính phủ
- Tòa án Hiến pháp
- Văn phòng Công tố
- Ngân hàng Trung ương Armenia
- Các tòa nhà chính phủ khác

Luật yêu cầu hạ quốc kỳ xuống trung điểm của cột cờ trong những ngày để tang hoặc trong lễ tang. Một dải băng đen cần được đặt trên đỉnh của quốc kỳ, chiều dài của dải băng cần phải bằng với chiều dài của quốc kỳ. Quốc kỳ được thượng phải toàn vẹn, sạch sẽ, và không phai màu; phần phía dưới của quốc kỳ cách mặt đất ít nhất là 2,5 m.
Ngày 15 tháng 6 hàng năm là ngày Quốc kỳ Armenia, do đây là ngày thông qua luật Quốc kỳ. Ngày cờ tam tài Armenia được tổ chức lần đầu tiên vào 15 tháng 6 năm 2010 tại Yerevan.
Việc trưng quốc kỳ Armenia hàng ngày được khuyến khích, song về pháp luật chỉ yêu cầu trưng quốc kỳ trong những ngày sau:
- 1 tháng 1 – Tết Năm mới
- 6 tháng 1 – Giáng sinh (Thiên Chúa giáo Armenia)
- 8 tháng 3 – Ngày Quốc tế phụ nữ
- 7 tháng 4 – Ngày Tình mẹ và Sắc đẹp
- 1 tháng 5 – Ngày Đoàn kết lao động quốc tế
- 9 tháng 5 – Ngày Chiến thắng và Hòa bình
- 28 tháng 5 – Ngày Đệ nhất Cộng hòa Armenia, 1918
- 5 tháng 7 – Ngày Hiến pháp, 1995
- 21 tháng 9 – Ngày Độc lập, 1991
- 7 tháng 12 – Ngày tưởng niệm động đất Spitak, 1988